# Wilhelm Bruhn (Politiker)

Wilhelm Bruhn

Wilhelm Bruhn (* 18. Januar 1869 in Saal, Pommern; † 20. Oktober 1951 in Berlin) war ein Politiker der DNVP und Verleger und Herausgeber der Staatsbürger-Zeitung.

## Leben und Beruf
Nach dem Schulbesuch absolvierte Bruhn, der evangelischen Glaubens war, von 1886 bis 1889 das Lehrerseminar in Franzburg. Anschließend arbeitete er bis 1894 als Lehrer in Moordorf und Putbus. 1895 übernahm er in Neuweißensee bei Berlin eine Druckerei und machte sich als Verleger einer neugegründeten täglichen Lokalzeitung selbständig. 1898 beteiligte er sich am Verlag der Berliner Staatsbürger-Zeitung, deren Leitung er als Verleger und Herausgeber übernahm.
Wilhelm Bruhn baute Walter Graf Pückler (1860–1924) über mehrere Jahre gezielt als antisemitischen Redner auf. 1899 wurde er neben anderen für den Abdruck einer Rede Pücklers wegen Volksverhetzung zu einer Geldstrafe verurteilt. Das Urteil ebnete den Weg für eine juristische Verfolgung antisemitischer Agitation mit Hilfe des Paragraphen 130 StGB.
Überregional bekannt wurde er, als er in seiner Zeitung den Mord an dem Gymnasiasten Ernst Winter am 11. März 1900 in Konitz zu einem jüdischen Ritualmord erklärte und den Metzger Adolph Lewy der Tat bezichtigte. Die Veröffentlichungen in der Staatsbürger-Zeitung und anderen Blättern hatten schwere antijüdische Ausschreitungen in Konitz zur Folge. Bruhn und sein verantwortlicher Redakteur Paul Bötticher wurden im September 1900 wegen Beleidigung angeklagt. Nach einem mehr als zwei Jahre dauernden Verfahren wurden Bruhn 1902 vom Landgericht I zu sechs Monaten und Bötticher zu einem Jahr Haft verurteilt. Das Reichsgericht bestätigte das Urteil. Das vom Justizminister Karl Schönstedt befürwortete Gnadengesuch wurde von Kaiser Wilhelm II. ebenso abgelehnt wie ein späteres Gesuch auf Erlass der Reststrafe.
Im Ersten Weltkrieg war er als Oberer Militärbeamter tätig.

## Partei
Bruhn gehörte im Kaiserreich zunächst der antisemitischen Deutschen Reformpartei an. 1918 beteiligte er sich an der Gründung der DNVP, die er im Oktober 1929 verließ.

## Abgeordneter
Von 1903 bis 1918 war Bruhn Mitglied des Reichstages des Kaiserreichs für den Wahlkreis Frankfurt an der Oder (Arnswalde-Friedeberg). 1919/20 gehörte er der Weimarer Nationalversammlung an. Anschließend war er bis 1930 erneut Reichstagsabgeordneter.